# Cantone di Saint-Savin (Gironda)
Il Cantone di Saint-Savin era una divisione amministrativa dell'arrondissement di Blaye.
A seguito della riforma approvata con decreto del 20 febbraio 2014, che ha avuto attuazione dopo le elezioni dipartimentali del 2015, è stato soppresso.

## Composizione
Comprende i comuni di:
- Cavignac
- Cézac
- Civrac-de-Blaye
- Cubnezais
- Donnezac
- Générac
- Laruscade
- Marcenais
- Marsas
- Saint-Christoly-de-Blaye
- Saint-Girons-d'Aiguevives
- Saint-Mariens
- Saint-Savin
- Saint-Vivien-de-Blaye
- Saint-Yzan-de-Soudiac
- Saugon